# Gredmarie Colón
Gredmarie Colón (7 de octubre de 1988) es una periodista, modelo, actriz y presentadora puertorriqueña.
Fue la primera finalista en el programa Nuestra Belleza Latina en el 2011. Trabajó como presentadora en el programa Tu Mañana, en Rubén & Co y ahora se inicia en Una Buena Tarde.
Colón estuvo casada con Raúl Alexis Ortíz, integrante del dúo de reguetón Alexis & Fido.
Es madre de una niña llamada Kamilia Thompson Colón.